# Петріковце
Петріковце (словац. Petrikovce) — село, громада в окрузі Михайлівці, Кошицький край, Словаччина. Село розташоване на висоті 103 м над рівнем моря. Населення — 220 чол. Вперше згадується в 1411 році.

## Населення
| Рік:            | 1994. | 2004.   | 2014.    | 2024.    |
| --------------- | ----- | ------- | -------- | -------- |
| Кількість осіб: | 214   | 216     | 183      | 202      |
| Різниця:        |       | +0,93 % | -15,27 % | +10,38 % |

| Рік:            | 2023. | 2024.   |
| --------------- | ----- | ------- |
| Кількість осіб: | 203   | 202     |
| Різниця:        |       | -0,49 % |

## Пам'ятки
У селі є греко-католицька церква найсвятішого серця Спасителя з 18 століття в стилі класицизму.